# Les demoiselles ont eu 25 ans
Pour plus de détails, voir Fiche technique et Distribution.
Les demoiselles ont eu 25 ans est un documentaire français de la réalisatrice Agnès Varda sorti en 1993.

## Sujet
C’est un documentaire en hommage à Jacques Demy et à son œuvre Les Demoiselles de Rochefort, film qui fut tourné pendant l'été 1966. La ville de Rochefort organisa une grande fête en 1992 pour célébrer les 25 ans de la sortie du film en 1967. Profitant de l’occasion Agnès Varda a tourné ce documentaire en mêlant des plans du tournage de l’époque en 1966 par Varda elle-même, des extraits, des interviews d’acteurs et figurants Rochefortais qui ont participé au tournage du film.

## Fiche technique
- Titre : Les demoiselles ont eu 25 ans
- Réalisation et scénario : Agnès Varda
- Musique : Michel Legrand et Jacques Loussier
- Image : Alexandre Auffort, Stéphane Krausz, Patrick Mounoud, Georges Strouvé et Agnès Varda
- Montage : Anne-Marie Cotret
- Production : Ciné Tamaris
- Langue : français
- Durée : 64 minutes
- Sortie : 1993

## Participants
- Mag Bodard
- George Chakiris
- Danielle Darrieux
- Jacques Demy (images d'archives)
- Catherine Deneuve
- Françoise Dorléac (images d'archive)
- Bernard Evein
- Jean-Louis Frot (maire de Rochefort de 1977 à 2001)
- Gene Kelly
- Michel Legrand
- Jacques Perrin
- Michel Piccoli
- Jacques Riberolles
- Bertrand Tavernier

## Distinctions
1993 : sélection officielle au Festival de Cannes catégorie Un certain regard.